# 京都府教育委員会
京都府教育委員会（きょうとふきょういくいいんかい）は、京都府の教育委員会である。

## 概要
京都府内の教育に関する事務を所掌する行政委員会であり、6人の委員で構成される。近年は、学力向上、高校改革などの教育改革に取り組んでいる。
広義では、教育委員会の執行機関である教育委員会事務局を含めて、教育委員会と呼ぶこともある。2022年6月1日現在の教育長は、前川明範（任期：令和4年6月1日 - 令和6年7月30日）。

## 教育委員会の会議
- 毎月第2木曜日
- 京都府教育委員室(京都府庁第3号館3階。現在は京都府庁旧本館1階に移転中)

## 組織
- 総務企画課
- 管理課
- 教職員企画課
- 教職員人事課
- 福利課
- 高校改革推進室
- 学校教育課
- 特別支援教育課
- 高校教育課
- ICT教育推進課
- 保健体育課
- 社会教育課
- 文化財保護課

## 所在地
- 〒602-8570 京都府京都市上京区下立売通新町西入藪ノ内町

## 市町村教育委員会
- 京都市教育委員会

## 参考・外部リンク
- 京都府教育委員会